# Квон Сун Чхон
Квон Сун Чхон (кор. 권순천; род. 24 апреля 1959, Сеул) — южнокорейский боксёр, представитель наилегчайших весовых категорий. Выступал на профессиональном уровне в период 1977—1987 годов, владел титулом чемпиона мира по версии IBF, был претендентом на титул чемпиона мира по версии WBA.

## Биография
Квон Сун Чхон родился 24 апреля 1959 года в Сеуле, Южная Корея.
Дебютировал в боксе на профессиональном уровне в октябре 1977 года, отправив своего соперника в нокаут во втором раунде. Однако уже в следующем поединке потерпел поражение по очкам от такого же дебютанта.
В октябре 1981 года завоевал титул чемпиона Восточной и тихоокеанской боксёрской федерации (OPBF) во второй наилегчайшей весовой категории, который впоследствии сумел защитить пять раз.
Находясь на серии из 12 побед подряд, в 1983 году удостоился права оспорить титул чемпиона мира во втором наилегчайшем весе по версии Всемирной боксёрской ассоциации (WBA), который на тот момент принадлежал японцу Дзиро Ватанабэ. Противостояние между ними продлилось 11 раундов и закончилось техническим решением в пользу Ватанабэ.
Несмотря на проигрыш, в следующем поединке Квон вновь получил шанс заполучить титул чемпиона мира — введённый титул чемпиона Международной боксёрской федерации (IBF) в наилегчайшем весе. В декабре 1983 года он нокаутировал филиппинца Рене Бусайонга и забрал вакантный чемпионский пояс себе.
Впоследствии Квон Сун Чхон сумел пять раз защитить свой титул, при этом в двух поединках с соотечественником Чон Джон Гваном дважды была зафиксирована ничья. В рамках шестой защиты он в третий раз вышел на ринг против Чона и на сей раз уступил ему техническим нокаутом в четвёртом раунде, лишившись пояса чемпиона.
В мае 1987 года Квон предпринял попытку заполучить вакантный титул чемпиона мира IBF во второй наилегчайшей весовой категории, но потерпел поражение раздельным судейским решением от другого претендента Чан Тхэ Иля и на этом поражении принял решение завершить карьеру профессионального спортсмена. В общей сложности провёл на профи-ринге 35 боёв, из них 27 выиграл (в том числе 18 досрочно), 5 проиграл, тогда как в трёх случаях была ничья.